# Skalsko (zámek)
Skalsko je zámek ve stejnojmenné obci v okrese Mladá Boleslav. Jeho zakladatelem byl řád servitů ve druhé polovině sedmnáctého století. Po zrušení řádu měl
zámek řadu majitelů a dochovanou podobu získal při novorenesanční přestavbě z roku 1878. Zámecký areál je od roku 1967 chráněn jako kulturní památka.

## Historie
Prvním panským sídlem ve Skalsku bývala podle Augusta Sedláčka tvrz, která zanikla před rokem 1543, kdy vesnici koupil Jan Hrzán z Harasova. Nedochovaly se o ní žádné zprávy ani její pozůstatky, a proto je existence skalské tvrze sporná.
V roce 1623 císař Ferdinand II. Skalsko daroval pražským servitům, kteří ve vsi ve druhé polovině sedmnáctého století založili barokní zámek. Ten jim patřil až do zrušení kláštera císařem Josefem II. Zámek se tak dostal do správy náboženského fondu, který jej roku 1809 prodal knížeti Karlu Rohanovi. Od něj zámek v roce 1822 koupila hraběnka Christina Lützovová, ale po brz zemřela, a zámek poté získal velkoobchodník Josef Schicht.
I v dalších letech se majitelé často střídali. V roce 1826 se vlastníkem stal Jan Weitlof, od roku 1843 patřil kněžně Isabele Thurn-Taxisové a poté od roku 1858 knížeti Rudolfu Thurn-Taxisovi. Zámek v té době nebyl dostatečně udržován a chátral. Další majitel, J. Wurzel, proto pověřil architekta Jiřího Fichtnera vypracováním návrhu obnovy, a roku 1878 nechal zámek přestavět v novorenesančním slohu.
Od druhé poloviny dvacátého století zámeckou budovu využívají školy. V roce 2019 v ní sídlila Střední škola fotografická, filmová a televizní.

## Stavební podoba

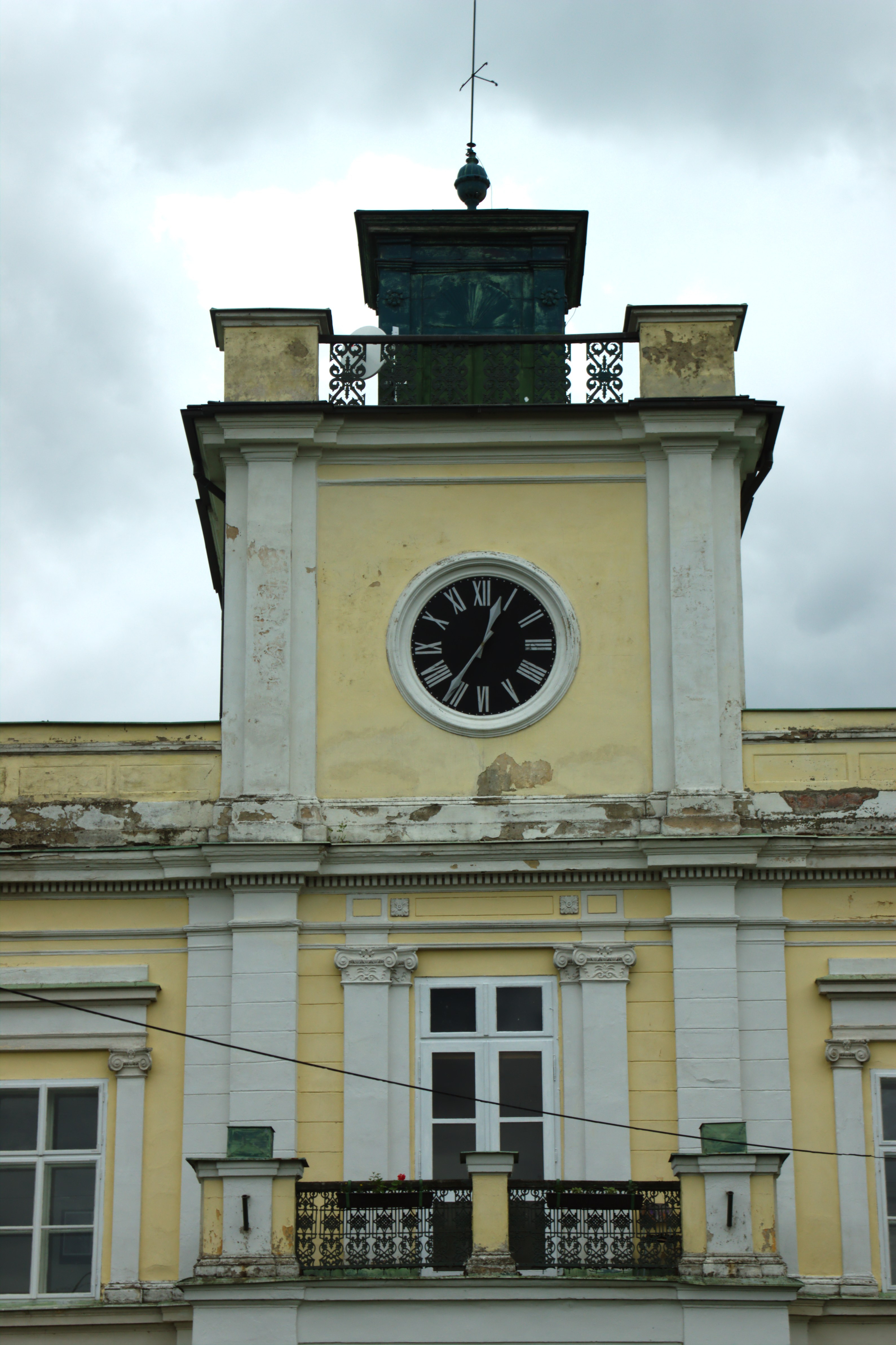
Věž

Zámecká budova je jednopatrová a má tři křídla. Uprostřed hlavního křídla stojí hranolová věž s průjezdem a obě nároží zdůrazňují rizality. Křídla budovy obklopují tři strany čestného dvora. Původní místnosti v přízemí bývaly zaklenuté a v patře měly ploché stropy. Jejich dispozice však byla změněna při novorenesanční přestavbě, která setřela většinu barokních prvků. Nejvíce bylo upraveno jihozápadní křídlo, ve kterém byla v prvním patře zřízena velká jídelna a k vnější zdi přistavěna terasa s dvojramenným schodištěm, po němž lze scházet do parku.
Kromě zámecké budovy je památkově chráněna také ohradní zeď parku s branou.